# Diario El Litoral (Corrientes)
El Litoral es un diario editado en la ciudad de Corrientes, Argentina, por la empresa Editora Juan Romero S.A. Fue fundado por don Juan Romero el 3 de mayo de 1960.
En un principio fue una publicación de tipo sábana. Incorporaron un sistema ófset en 1978. Desde 1987 se publica en tabloide. En 1996 se editaron las primeras ediciones con fotos en colores.

## Distribución
Tiene una tirada de entre 7 000 y 17 500 ejemplares diarios.
El diario tiene una distribución regional dentro de la provincia de Corrientes, contando con corresponsales y distribución propia en las principales ciudades de la provincia y cabeceras departamentales.
Además, está abonado a las agencias Télam y Noticias Argentinas. Está afiliado a la Asociación de Diarios del Interior de la República Argentina (ADIRA) y a la Asociación de Entidades Periodísticas Argentinas (ADEPA).